# Eugenia ulei
Eugenia ulei là một loài thực vật có hoa trong Họ Đào kim nương. Loài này được (Diels) McVaugh mô tả khoa học đầu tiên năm 1958.